# Pueblo molbog
Los molbogues son una etnia que se originó en la provincia de La Paragua en Filipinas. Se distingue de los otras etnias paragüeños por su adherencia al islam.